# Стефан Михов
Стефан Тотев Михов е офицер, кмет на Видин от 25 юли 1938 г. до 17 септември 1942 г.

## Биография
Роден е на 3 март 1882 година в Габрово в чиновническо семейство. След завършването на средното си образование постъпва във военното училище в София. През 1926 година се премества във Видин. През 1938 година е избран за кмет на Видин. Неговото кметуване е съпътсвано с наводнението във Видин през 1942 година. Тотев осигурява безвъзмездна финансова помощ от държавата в размер на 50 млн. лева. На 30 септември 1942 година е назначен за околийски управител и подава оставка.
След Деветосептемврийския преврат в 1944 година, е осъден от така наречения Народен съд на смърт. Присъдата е изпълнена на 2З февруари 1945 година.